# Sługi boże

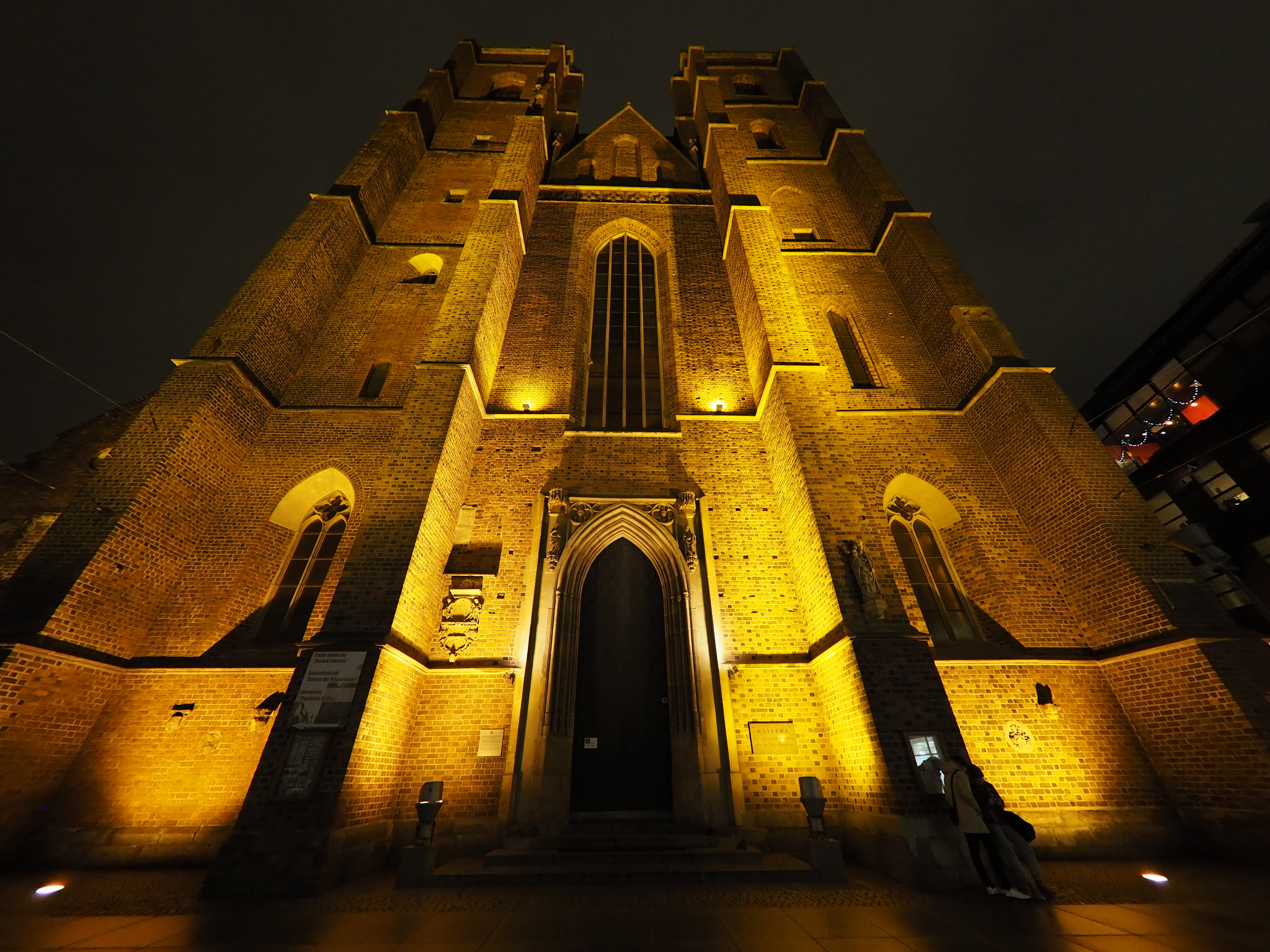
Wrocławski kościół św. Marii Magdaleny – miejsce tajemniczych samobójstw

Sługi boże – polski film kryminalny z 2016 r. w reżyserii Mariusza Gawrysia. Na podstawie filmu powstał również trzyodcinkowy serial o tym samym tytule.
Zdjęcia do filmu rozpoczęto 26 września 2015 r., kręcono je w Polsce, głównie we Wrocławiu, także w Warszawie (lotnisko Okęcie) i w Henrykowie. Premiera filmu (krajowa i światowa) odbyła się 16 września 2016.

## Treść
Gdy z wieży jednego z wrocławskich kościołów rzuca się członkini chóru, młoda studentka z Niemiec, wszystko wskazuje na samobójstwo. Choć wyjaśnieniem sprawy zajmuje się doświadczony komisarz Warski, ze względu na fakt, że denatka jest cudzoziemką, do śledztwa zostaje z Berlina przydzielona policjantka Ana Wittesch. Nie jest on świadom, że Niemka polskiego pochodzenia przyjechała w sprawie jeszcze innego toczącego się dochodzenia. Współpraca obojga policjantów z sędziwym proboszczem parafii i z ponurym kantorem Rudzkim nie jest łatwa, dodatkowo w tle sprawy pojawia się tajemniczy wysłannik watykańskiego banku, niejaki Georg Kuntz, usiłujący doprowadzić do zaniechania śledztwa. Inną towarzyszącą tej sprawie, niejasną postacią jest Tadeusz Kalita – były pułkownik WSI, a obecnie agent służb niemieckich związany z psycholog Joanną Stanisz. Dramatyzm zagmatwanej sytuacji narasta, gdy na jaw wychodzą prawdziwe motywy działania tych osób i rzeczywiste tło zagadkowych śmierci młodych kobiet.

## Obsada
- Bartłomiej Topa – komisarz Warski
- Julia Kijowska – policjantka Ana Wittesch
- Małgorzata Foremniak – psycholog Joanna Stanisz
- Henryk Talar – proboszcz Witecki
- Adam Woronowicz – organista-kantor Jan Rudzki
- Krzysztof Stelmaszyk – Georg Kuntz alias Manfred Danner
- Andrzej Konopka – Tadeusz Kalita, b. oficer WSI
- Zbigniew Stryj – inspektor Konarski
- Michał Meyer – Alex, współpracownik Warskiego
- Monika Dryl – dr Magda Batorzyńska, patolog
- Klara Broda – chórzystka Edith Kronenberg (samobójczyni)
- Karolina Kominek – chórzystka Wanda Kamińska (samobójczyni)
- Aleksander Mikołajczak – Kalisz, kanclerz kurii

## Nagrody i wyróżnienia[2]
Festiwal Polskich Filmów Fabularnych 2016
- Złoty Klakier – nagroda Radia Gdańsk dla najdłużej oklaskiwanego filmu

Festiwal Aktorstwa Filmowego im. Tadeusza Szymkowa 2016
- Złoty Szczeniak za najlepszą pierwszoplanową rolę męską (Bartłomiej Topa)

Polska Nagroda Filmowa (Orzeł) 2017
- nominacja w kategorii Najlepsza muzyka (Maciej Zieliński)

Festiwal Filmów Sensacyjnych w Kołobrzegu 2017
- Green Seahorse w konkursie „Eye on Films”
- Nagroda publiczności